# Джонстаун (Вайомінг)
Джонстаун (англ. Johnstown) — переписна місцевість (CDP) в США, в окрузі Фремонт штату Вайомінг. Населення — 227 осіб (2020).

## Географія
Джонстаун розташований за координатами 43°6′24″ пн. ш. 108°41′22″ зх. д. / 43.10667° пн. ш. 108.68944° зх. д. (43.106738, -108.689318).  За даними Бюро перепису населення США в 2010 році переписна місцевість мала площу 83,27 км², з яких 81,69 км² — суходіл та 1,58 км² — водойми.

## Демографія
Згідно з переписом 2010 року, у переписній місцевості мешкали 242 особи в 82 домогосподарствах у складі 67 родин. Густота населення становила 3 особи/км².  Було 95 помешкань (1/км²).
Расовий склад населення:
| - 56,6 % — корінних американців - 41,3 % — білих - 0,4 % — чорних або афроамериканців |

До двох чи більше рас належало 1,7 %. Частка іспаномовних становила 6,6 % від усіх жителів.
За віковим діапазоном населення розподілялося таким чином: 27,3 % — особи молодші 18 років, 62,0 % — особи у віці 18—64 років, 10,7 % — особи у віці 65 років та старші. Медіана віку мешканця становила 39,5 року. На 100 осіб жіночої статі у переписній місцевості припадало 98,4 чоловіків;  на 100 жінок у віці від 18 років та старших — 100,0 чоловіків також старших 18 років.
Середній дохід на одне домашнє господарство  становив 69 245 доларів США (медіана — 58 333), а середній дохід на одну сім'ю — 70 544 долари (медіана — 61 250). Медіана доходів становила 47 292 долари для чоловіків та 23 882 долари для жінок. За межею бідності перебувало 18,6 % осіб, у тому числі 25,3 % дітей у віці до 18 років та 20,9 % осіб у віці 65 років та старших.
Цивільне працевлаштоване населення становило 140 осіб. Основні галузі зайнятості: освіта, охорона здоров'я та соціальна допомога — 42,9 %, роздрібна торгівля — 12,1 %, транспорт — 11,4 %.